# Klaus Heuer
Klaus Heuer (* 14. September 1935; † 12. November 2011) war ein deutscher Fußballspieler, der im Jahre 1960 als Stürmer des BSV 92 Berlin mit 21 Treffern die Torschützenkrone in der Berliner Stadtliga erobert hat.

## Laufbahn
Der 22-jährige Offensivspieler Klaus Heuer wechselte zur Runde 1958/59 aus dem Stadtbezirk Pankow/Ostberlin von der unterklassigen SG Weißensee nach Tempelhof zu Viktoria 89 Berlin und wurde damit Vertragsspieler in der Stadtliga Berlin. Er debütierte am ersten Spieltag der Saison, am 20. August 1958, bei der 0:3-Niederlage von Viktoria an der Seite der Leistungsträger Helmut Jonas, Werner Nocht und Richard Strehlow beim Auswärtsspiel gegen Hertha BSC als Mittelstürmer in der Stadtliga. Der Mann aus Weißensee absolvierte dreizehn Spiele und erzielte drei Tore in dieser Runde, Viktoria belegte den vierten Rang. Sein Gastspiel bei Viktoria 89 war nach einer Runde beendet, ab der Saison 1959/60 war Heuer für den Berliner Sportverein 1892 aktiv.
Heuer eröffnete die Runde am 23. August 1959 beim 3:1-Auswärtssieg des BSV 92 bei Hertha Zehlendorf auf der Mittelstürmerposition mit zwei Treffern. Die Mannschaft aus dem Stadtteil Wilmersdorf konnte zwar den Start mit 9:1 Punkten nicht über die gesamte Runde konservieren – der BSV 92 stand am Rundenende auf dem vierten Rang –, aber Klaus Heuer eroberte sich mit 21 Treffern die Torschützenkrone in der Stadtliga. Im zweiten Jahr war die sportliche Bilanz rückläufig und Heuer unterschrieb zur Runde 1961/62 bei Hertha BSC einen neuen Vertrag. In den zwei letzten Runden der Stadtliga eroberte er mit der Hertha 1962 die Vizemeisterschaft und 1963 die Meisterschaft. Im Jahr der Fußballweltmeisterschaft 1962 in Chile – Hertha wurde mit einem Punkt Rückstand zu Tasmania 1900 Vizemeister – agierte Heuer noch als Mittelstürmer und erzielte zwölf Tore. Beim Meisterschaftserfolg 1963 bildete er mit Hans-Günter Schimmöller das Verteidigerpaar und absolvierte alle sechs Spiele in der Endrunde um die deutsche Fußballmeisterschaft. Insgesamt hat Heuer in der Stadtliga Berlin von 1958 bis 1963 in fünf Runden 109 Spiele absolviert und dabei 42 Tore erzielt.
In der neuen Fußball-Bundesliga kam er von 1963 bis 1965 aus Verletzungsgründen und den vermehrten Neuzugängen aus Westdeutschland – Klimaschefski, Kremer, Rehhagel, Rühl, Sundermann – nur zu acht Einsätzen. Das erste Bundesligaspiel absolvierte Heuer am 31. August 1963 bei der 0:2-Auswärtsniederlage beim VfB Stuttgart und seinen letzten Einsatz hatte er am 22. Februar 1964 bei der 1:2-Heimniederlage gegen den Hamburger SV. Das Stammverteidigerpaar bildeten Otto Rehhagel und Schimmöller. Nach dem Zwangsabstieg in die Regionalliga gehörte er 1965/66 wieder der Stammbesetzung an. Er feierte die Meisterschaft und bestritt alle sechs Spiele in der Aufstiegsrunde gegen Fortuna Düsseldorf, FK Pirmasens und Kickers Offenbach. Am 23. November 1966 gehörte er dem Finalteam von Hertha an, das mit einem 6:3-Sieg nach Verlängerung gegen Tennis Borussia den Berliner Pokal gewann. Im folgenden DFB-Pokalspiel am 14. Januar 1967 gegen den FC Bayern München verteidigte er ebenso auf der rechten Verteidigerposition bei der knappen 2:3-Niederlage nach Verlängerung. Beim zweiten Titelgewinn im Jahre 1967 hatte Heuer in nur noch vier Spielen aktiv mitgewirkt.
Die aktive Spielerlaufbahn beendete Klaus Heuer 1967/68 nach seiner Rückkehr beim BSV 92. Sein letztes Regionalligaspiel absolvierte er am 18. Februar 1968 gegen Hertha BSC. Insgesamt kam Heuer von 1965 bis 1968 auf 44 Regionalligaeinsätze und erzielte dabei drei Tore.